# Diego de Torres Villarroel
Diego de Torres Villarroel (Salamanca, 17 giugno 1693 – Salamanca, 19 giugno 1770) è stato uno scrittore, scienziato e religioso spagnolo.
È considerato un rappresentante del periodo definito post-barocco spagnolo, in quanto seguiva ancora i principi della corrente del Seicento quando già in Europa si era ampiamente diffuso l'Illuminismo. Nella sua vita scrisse poesie, commedie, trattati di matematica e medicina. La sua opera più famosa è la Vida. Anche ha utilizzato il leonese nei suoi scritti.